# Sociedad patriótica

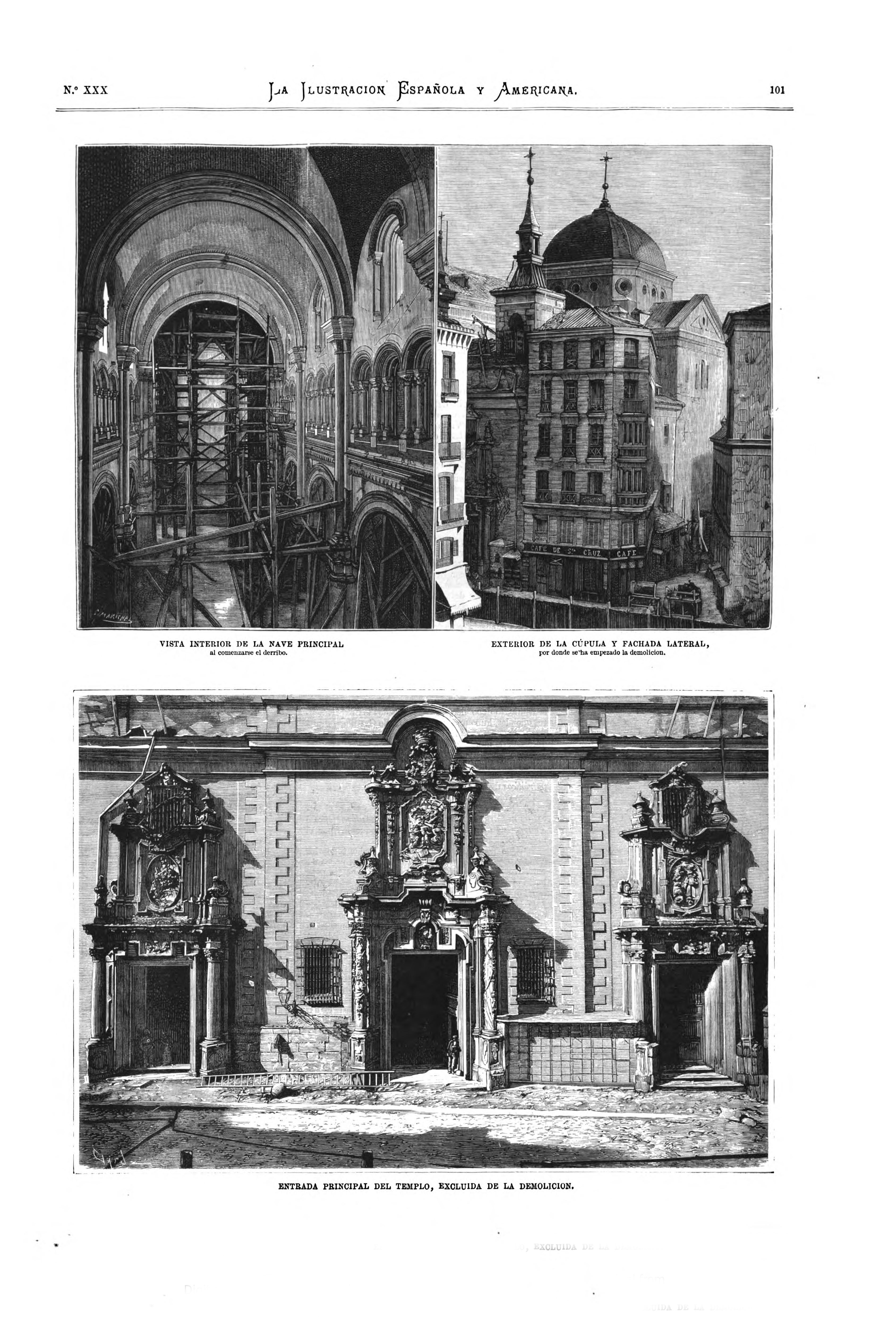
Exterior e interior del Convento de Santo Tomás (Madrid) en 1876, poco antes de ser derruido a causa del incendio sufrido cuatro años antes. Desamortizado durante el Trienio Liberal fue la sede la Sociedad Landaburiana.

Las sociedades patrióticas fueron unos clubes políticos liberales abiertos a la discusión pública que se formaron en España durante el Trienio Liberal (1820-1823). Se extendieron rápidamente tras el triunfo de la Revolución española de 1820 pues se llegaron a fundar entre doscientas cincuenta y doscientas setenta sociedades, fundamentalmente en las ciudades —ciento sesenta y cuatro localidades contaron con al menos una sociedad patriótica—. Tuvieron un carácter predominantemente exaltado. Su número se redujo ostensiblemente tras la aprobación por las Cortes dominadas por los liberales moderados del Decreto de 21 de octubre de 1820 que restringía sus actividades y otorgaba a los jefes políticos la facultad de cerrarlas. De hecho la cuestión de la prohibición de las sociedades patrióticas defendida por los moderados a la que se oponían los liberales exaltados fue el motivo más importante del enfrentamiento entre estas dos corrientes principales del liberalismo del Trienio. Tras el fracaso del golpe de Estado de julio de 1822 y la formación de un gobierno exaltado que el rey Fernando VII se vio obligado a nombrar al mes siguiente, las sociedades patrióticas resurgieron con más fuerza, en su mayoría bajo la denominación de tertulias patrióticas. En este renacimiento fue clave la ley de 1 de noviembre de 1822 que acabó con la facultad de los jefes políticos de suspender las sociedades o tertulias patrióticas.
Según Jordi Roca Vernet, «durante el Trienio Liberal las sociedades patrióticas se convirtieron en los espacios centrales de la relación entre ciudadanos y poder político en las ciudades, en la medida que aquellos pudieron incidir directamente sobre los representantes políticos y presionar a las autoridades con el fin de conseguir imponer sus demandas y propuestas políticas».

## Historia

### La explosión inicial
Surgieron durante la revolución española de 1820 que dio inicio al Trienio al adoptar los liberales, especialmente los que pronto será llamados «exaltados», «la costumbre de reunirse en cafés y otros lugares públicos para comunicarse las noticias, leer los periódicos —papel fundamental el de la lectura colectiva para la formación de una opinión pública— y, pronto, proponer ideas y soluciones». Eran «clubes abiertos a la discusión política», según la definición clásica de Alberto Gil Novales, cuya función era la de propagar las nuevas ideas liberales entre las clases populares —era frecuente la lectura en voz alta de los artículos de la Constitución de 1812 y posteriormente del proyecto de Código Civil—. Se reunían en cafés, en teatros, en casas particulares y hasta en conventos desamortizados.  Estos clubes, similares a los que existían en Gran Bretaña o los que proliferaron durante la Revolución Francesa, eran centros de discusión y de participación ciudadana. Las primeras sociedades patrióticas fueron las de San Fernando y La Coruña.
Los locales donde se reunían solían disponer de una tribuna (o dos) para los debates, un espacio para los socios y socias separados entre ellos y un espacio para el público. Además contaban normalmente con un lugar específico para la lectura de la prensa del día, que muy a menudo se realizaba en voz alta para información de los presentes —y para hacerla accesible a los analfabetos—, dando lugar a comentarios, a críticas y a discusiones sobre la actualidad política (en este sentido «periódicos y sociedades patrióticas funcionaron durante estos años como vasos comunicantes», afirma Juan Francisco Fuentes). Solían reunirse entre dos y cinco veces por semana y al principio tuvieron cierto aire académico al estilo de las Sociedades Económicas de Amigos del País surgidas en la segunda mitad del siglo XVIII y que se pueden considerar su antecedente español. Pero a diferencia del carácter elitista de éstas, propio de la Ilustración, las sociedades patrióticas estaban abiertas a las clases populares y a las clases medias de las ciudades, acorde con la cultura política liberal.

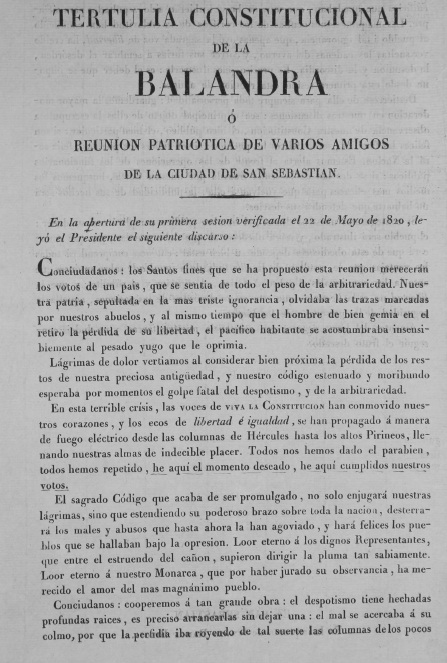
Publicación del discurso inaugural del presidente de la sociedad patriótica de San Sebastián conocida como Terturlia Constitucional de La Balandra (22 de mayo de 1820). En él se dice: «El sagrado Código que acaba de ser promulgado, no sólo enjugará nuestras lágrimas, sino que estendiendo [sic] su poderoso brazo sobre la nación, desterrará los males y abusos que hasta ahora la han agobiado, y harán felices los pueblos que se hallaban bajo la opresión. Loor eterno a los dignos Representantes, que entre el estruendo del cañón, supieron dirigir la pluma tan sabiamente. Loor eterno a nuestro monarca, que por haber jurado su observancia, ha merecido el amor del más magnánimo pueblo».

Las sociedades funcionaban según lo establecido en los reglamentos aprobados por los socios. Además de determinar sus fines, como dar a conocer el texto constitucional o fiscalizar al gobierno para que «siga el recto camino marcado por la ley», regulaban la elección de los cargos (presidente, vicepresidente y secretarios); el proceso de admisión de nuevos socios; las cuotas a pagar; el mecanismo de los debates que incluían cuándo podía tomar la palabra el público general; cómo dar publicidad a las sesiones, generalmente por medio de un periódico, etc. En los reglamentos también solía aparecer la voluntad de conectarse por correo postal con otras sociedades, para lo que dedicaban una parte importante del presupuesto, e incluso algunas llegaron a proponer crear una red que las federara a todas ellas, pero el Decreto de 21 de octubre de 1820 lo prohibirá expresamente ante el riesgo de que se reprodujera lo que había ocurrido en Francia durante la Revolución con los clubs jacobinos. Asimismo las sociedades se preocupaban en dar publicidad a sus sesiones y debates, que solían ser recogidos por los periódicos —y en algunos casos las sociedades crearon su propia publicación periódica—. Por otro lado, en sus sedes se permitían los juegos de azar.

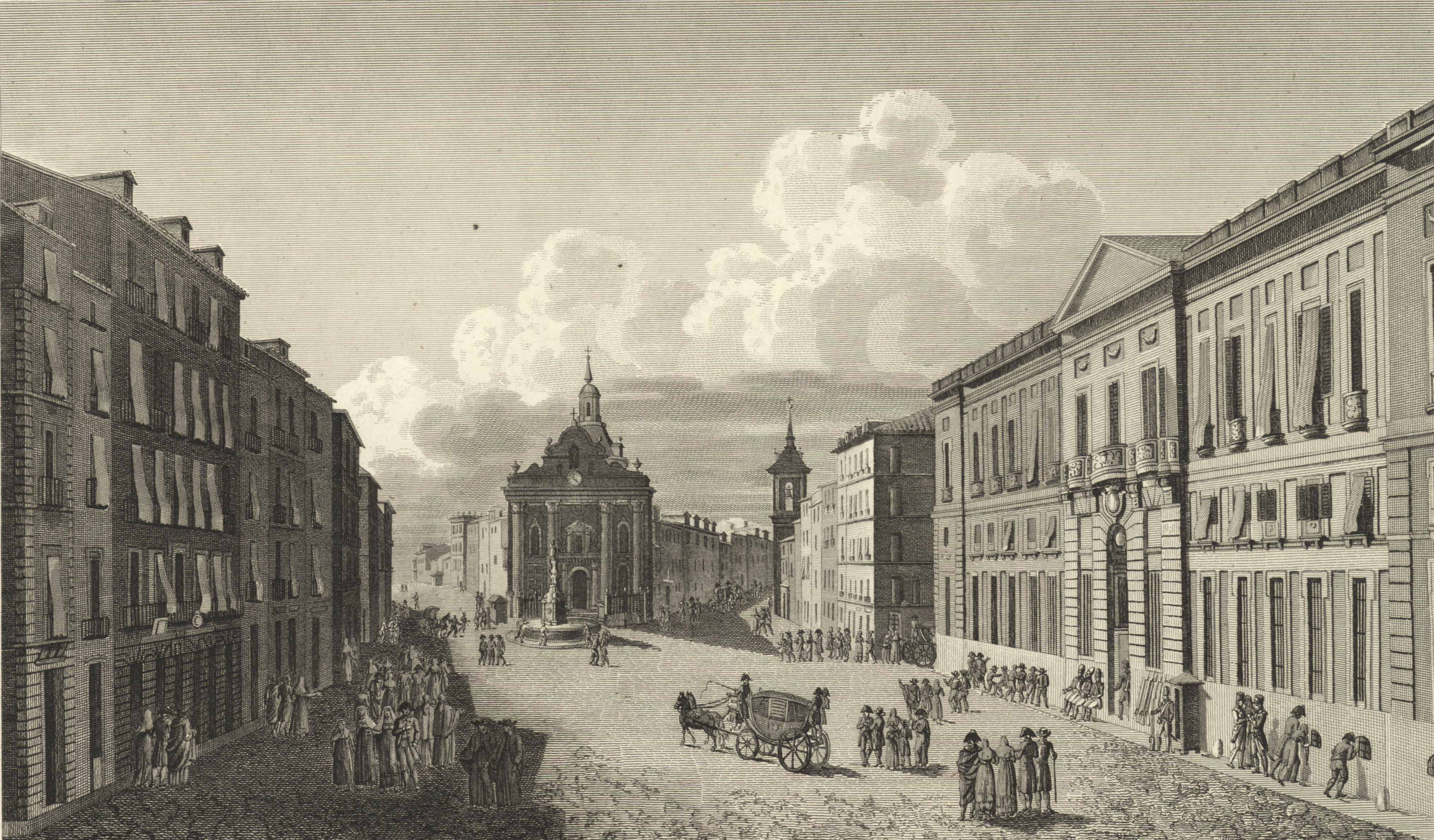
Vista de la Puerta del Sol en 1820. Al fondo la fuente y la iglesia del Buen Suceso y a la derecha la Casa de Correos.

Las sociedades patrióticas no limitaron sus actividades a sus sedes sino que con frecuencia organizaron actos en la calle. Por ejemplo, el que llevó a cabo la sociedad patriótica del Café Lorencini de Madrid como homenaje al general Arco-Agüero, uno de los héroes del pronunciamiento de Riego, en cuanto se supo que había llegado a la capital el 17 de abril de 1820. Se formó una comitiva encabezada por los miembros más destacados de la sociedad y acompañada de una banda de música militar y un «concurso inmenso» que fue aumentando a lo largo del recorrido hasta llegar al lugar donde se hospedaba el homenajeado. Después de los discursos y los vivas el general fue subido a una carreta que realizó un largo recorrido por la ciudad, mientras repicaban las campanas y se le lanzaban desde los balcones palmas colocadas el reciente Domingo de Ramos, hasta llegar a la sede de la sociedad, situada en la Puerta del Sol. Un acto similar se produjo cuando a principios de septiembre llegó a Madrid Rafael del Riego. «A su tránsito por las calles recibió de todo el pueblo los mayores aplausos, en prueba del reconocimiento y estimación que inspiran sus virtudes cívicas y militares», publicó un periódico.
Las sociedades más importantes fueron las madrileñas La Fontana de Oro (conocida como «Amigos del Orden»), a la que Benito Pérez Galdós le dedicaría la primera de sus novelas históricas, la del Café Lorencini (conocida como «Amigos de la Libertad»), La Cruz de Malta («Amigos de la Constitución») o, la más tardía, Sociedad Landaburiana. Algunas tomaron el nombre de protagonistas de la Revolución como la Tertulia de Virtuosos Descamisados Hijos de Riego con sede en Cartagena.
Las clases populares (artesanos, jornaleros, etc.) también asistieron a las sedes de las sociedades patrióticas (participando en los debates, escuchando la lectura de la prensa, presentando sus quejas y peticiones, solicitando su intercesión ante las autoridades, etc.) por lo que estas constituyeron su medio principal de participación política ya que no podían formar parte de la Milicia Nacional al no poderse costear el uniforme. Además algunas sociedades recaudaron fondos y encabezaron suscripciones para atender a los más necesitados —el periódico de la sociedad patriótica de Córdoba llevaba por título El Amigo de los pobres. También se preocuparon de que la justicia fuera equitativa con ellos, y en general con todos los ciudadanos. La Sociedad Patriótica Barcinonense recaudó fondos para constituir la Sociedad de Vigilancia y Beneficencia cuya finalidad era defender a los más humildes de los abusos de los jueces y tribunales y también de las infracciones de la Constitución por las autoridades. La sociedad cubana de Bayamo llegó a denominarse «Sociedad de Vigilancia Constitucional». Pero en ocasiones las sociedades se arrogaron el derecho de aplicar ellas mismas la «justicia revolucionaria» a los serviles y en sus reuniones —a veces realizadas en la plaza pública— acordaban la proscripción de ciertas personas —incluidas autoridades civiles y eclesiásticas— acusadas de oponerse al régimen constitucional y a continuación se dirigían a los poderes públicos para que ratificaran la decisión (que generalmente consistía en la expulsión de la ciudad).
Aunque la opinión mayoritaria era que la política debía ser algo ajeno al «sexo delicado», al «bello sexo» o a «esa amable mitad de nuestra especie» —como solían ser calificadas por la prensa de la época— y que la educación femenina no debía mezclarse con asuntos referentes «al gobierno, erudiciones o ciencias», las mujeres también participaron en las sociedades patrióticas, no sólo como público, sino también en ocasiones como socias y existe constancia de que algunas de ellas ocuparon cargos, presidieron las sesiones y pronunciaron discursos desde la tribuna —en la sociedad patriótica de Alicante se dispuso una tribuna específica para ellas—. Asimismo firmaron representaciones dirigidas a las Cortes. También se formó alguna sociedad exclusivamente femenina como la Junta Patriótica de Señoras de Madrid, heredera de la Sociedad Patriótica de Señoras de Fernando VII de Cádiz (1811-1815), pero su único cometido fue confeccionar uniformes para la Milicia Nacional y organizar suscripciones para recaudar fondos para los milicianos.
Por otro lado, los extranjeros también participaron activamente en las sociedades patrióticas, sobre todo los refugiados napolitanos y piamonteses que habían huido tras el aplastamiento de sus respectivas revoluciones por las tropas austríacas —el general napolitano Guglielmo Pepe intervino en la Sociedad Landaburiana de Madrid—.

### El debate sobre su prohibición: el Decreto de 21 de octubre de 1820
Las sociedades patrióticas fueron el motivo principal de la ruptura entre liberales moderados y liberales exaltados, que marcará toda la trayectoria política del Trienio. Desde el verano de 1820, los moderados comenzaron a ver a las sociedades patrióticas «más como un peligro para el orden público que como un aliado en la defensa del orden constitucional», que era como las veían los exaltados, y también como «una especie de contrapoder ilegítimo que los exaltados utilizaban para contrarrestar su escasa representación en el parlamento» —incompatibles, por tanto, con los cauces constitucionales de representación—. Además temían que se transformaran en los radicales clubs jacobinos de la Revolución Francesa. El reaccionario marqués de las Amarillas, que fue secretario del Despacho de Guerra en el primer gobierno del Trienio, cargo que tuvo que abandonar por las duras críticas que levantó su gestión (y en las que tuvieron un especial protagonismo las sociedades patrióticas), expresó así el rechazo que le merecían las sociedades patrióticas:

Un café llamado Lorencini, que por su buena situación en la Puerta del Sol era muy concurrido, fue el primer teatro de vociferaciones; allí se erigió una tribuna pública, donde unos cuantos pillos predicaban la anarquía bajo el nombre santo de la libertad. Un albañil, algún oficial retirado y otros, cuya clase y ocupación se ignoraba, fueron los primeros oradores de aquellos ridículos clubs y yo el Filipo de sus arengas demostenianas.

Como ha destacado Juan Francisco Fuentes, esta visión contrapuesta sobre las sociedades patrióticas respondía a la «diferente concepción que moderados y exaltados tenían de la base social sobre la que debía descansar el liberalismo español. Para los primeros, la solidez del régimen pendía del apoyo que tuviera entre las clases propietarias y medias: burguesía, aristocracia terrateniente, clases medias profesionales... [Y] las sociedades patrióticas podían ser, por su carácter abierto y participativo una vía de entrada de las clases populares en la vida política. [...] Para los diputados exaltados, por el contrario, las sociedades patrióticas eran un instrumento fundamental para crear en España una verdadera opinión pública, la "reina de las naciones", como la calificó el diputado aragonés Romero Alpuente». «Cátedra universal abierta a todas las clases del pueblo, a todos los sexos y a todas las edades», dijo también Romero Alpuente al referirse a las sociedades patrióticas. Para apoyar su existencia, otro diputado exaltado habló de que «el pueblo español ha de menester, para andar por la senda de la libertad, más espuela que freno». También formaba parte de las funciones de las sociedades patrióticas la denuncia de las «infracciones de Constitución» de los funcionarios que seguían con las prácticas propias del absolutismo.

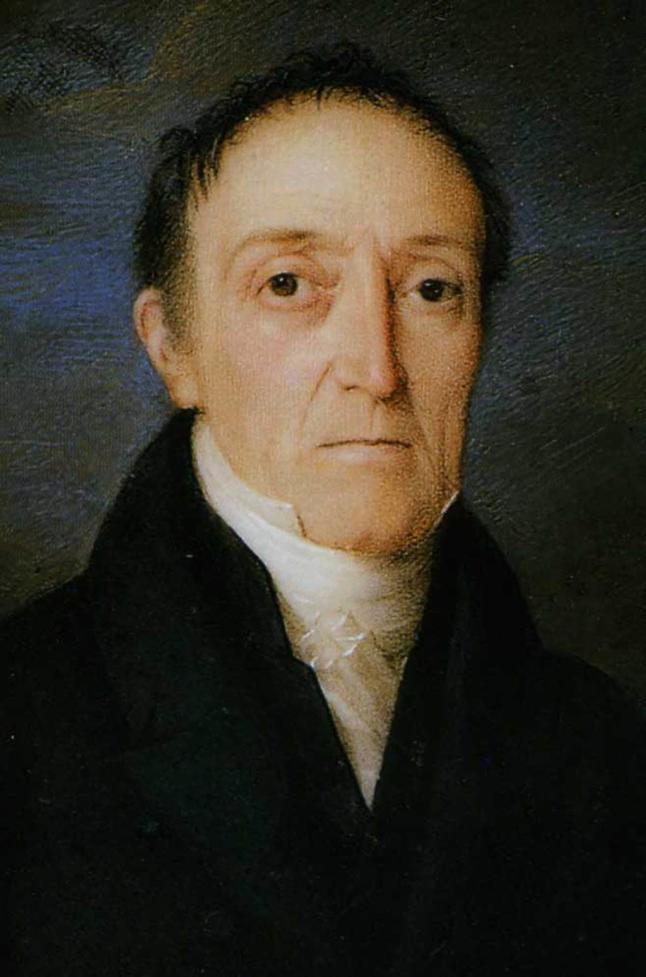
Álvaro Flórez Estrada, diputado liberal exaltado que defendió a las sociedades patrióticas en las Cortes.

El diputado moderado Nicolás María Garelli, miembro de la comisión de las Cortes «encargada de proponer un proyecto de ley que asegure a los ciudadanos la libertad de ilustrar con discusiones políticas, evitando los abusos», defendió la supresión de las sociedades patrióticas diciendo:

Se dice con mucho énfasis que hay una necesidad imperiosa de difundir la ilustración entre el pueblo para que marche el sistema. [...] La ilustración es un fluido bienhechor; pero que debe distribuirse con suavidad y mesura, no pródigamente y sin preparación. [...] Los alimentos intelectuales, aunque sean sanos, se indigestan en cabezas débiles. Las ideas de libertad en política, de crítica racional en materias eclesiásticas, de principios exactos en asuntos científicos, inoculadas superficialmente en los ánimos de una muchedumbre no preparada, sólo sirven para producir hombres díscolos e inobedientes a la legítima autoridad, incrédulos en religión, pedantes insufribles. [...] El pueblo bajo carece de instrucción. Seamos imparciales. El proyecto de crear un pueblo de filósofos sería el proyecto de un loco. Y si los poceros, por ejemplo, de Madrid llegasen a cierto grado de instrucción, abandonarían ciertamente su ocupación. La constitución protege la libertad y los derechos de todo español; pero la igualdad de fortunas y de luces sería un delirio.

El diputado exaltado Álvaro Flórez Estrada le respondió:

Es innegable que el hábito de pensar, la necesidad misma de ocuparse en los asuntos públicos y la facultad de criticar las operaciones del gobierno dan a los ciudadanos más vigor, más dignidad y más firmeza [...]. Jamás los fundamentos de la sociedad están más fuertes, ni más distantes las guerras civiles y las conspiraciones, que en los paýses [sic] en que hay esta libertad de las reuniones, las cuales sólo producen aquella útil fermentación sin la cual los pueblos inmediatamente pasarían a aquel estado de inercia e inmovilidad, compañeras inseparables de la esclavitud.

Finalmente las Cortes de mayoría moderada aprobaran un decreto el 21 de octubre de 1820 que, además de privar a las sociedades patrióticas su condición de corporaciones, de manera que «no podrán representar como tal, ni tomar la voz del pueblo, ni tener correspondencia con otras reuniones de tal clase», decía:

No siendo necesarias para el ejercicio de la libertad de hablar de los asuntos políticos las reuniones de individuos constituidos y reglamentados por ellos mismos, bajo los nombres de sociedades, confederaciones, juntas patrióticas o cualquiera otra sin autoridad pública, cesarán desde luego con arreglo a las leyes que prohíben estas corporaciones.[...]
Los individuos que en adelante quieran reunirse periódicamente en algún sitio público para discutir asuntos políticos, y cooperar a su recíproca ilustración, podrán hacerlo con previo conocimiento de la autoridad superior local.

Como han destacado Ángel Bahamonde y Jesús A. Martínez, el decreto del 21 de octubre, promulgado el 8 de noviembre, supuso en la práctica la desarticulación de las sociedades patrióticas, «al menos en la forma y contenidos iniciales, y sólo recuperarían su situación desde el 7 de julio de 1822, con el período más radical de la revolución». El objetivo del decreto era «impedir que la calle se consolidara como un espacio político alternativo capaz de operar como un Parlamento paralelo, cuestionando las instituciones y presionando sobre la actividad política desarrollada en los espacios oficiales». Como consecuencia de las restricciones impuestas a su funcionamiento —los oradores no podían hablar desde la tribuna si no contaban con el permiso de la autoridad local— y al peligro siempre presente de ser suspendidas por decisión del jefe político, el número de sociedades patrióticas se redujo ostensiblemente y las que siguieron existiendo, aunque bajo otras denominaciones, lo hicieron gracias sobre todo a que consiguieron ampliar su base social y de esa forma la autoridad gubernativa se viera más presionada para no cerrarlas. Una forma de protesta de las sociedades patrióticas clausuradas fue instalar en la plaza pública una tribuna desafiando así la decisión del jefe político.
Los gobiernos moderados se mostraron permisivos en ocasiones con las sociedades patrióticas cuando necesitaron el apoyo de los exaltados en sus enfrentamientos con el rey Fernando VII, como cuando este se negó a firmar la Ley de supresión de las órdenes monacales y reforma de las regulares, alegando problemas de conciencia. De hecho fue la movilización de las bases de los "exaltados" en la capital lo que acabó «convenciendo» al rey de que debía firmar la ley.

### El resurgimiento tras la «Jornada del 7 de Julio» de 1822
Tras la «Jornada del 7 de Julio», que supuso el fracaso del golpe de Estado absolutista de julio de 1822, y la formación de un gobierno exaltado que el rey Fernando VII se vio obligado a nombrar al mes siguiente, las sociedades patrióticas resurgieron con más fuerza, en su mayoría con la denominación de tertulias patrióticas. En este renacimiento tuvo un papel destacado la aprobación por las Cortes —de mayoría exaltada— de la ley de 1 de noviembre de 1822 que acabó con la facultad de los jefes políticos de suspender las sociedades o tertulias patrióticas, aunque aún se les prohibía a sus socios actuar de forma corporativa y presentar una petición a las Cortes.
Jordi Roca Vernet ha destacado que estas sociedades patrióticas renacidas y liberadas de la fiscalización de los jefes políticos «subvirtieron» las limitaciones de las iniciales porque debatieron «vehementemente sobre cuestiones relativas a la iglesia, la religión, la moral o el rey». También impulsaron las relaciones entre ellas llegando a crear sociedades o tertulias filiales en localidades cercanas más pequeñas, como sucedió con la tertulia barcelonesa de Lacy y las sociedades de Sabadell, Mataró o Manresa. Lo mismo ocurrió con las tertulias de Madrid, Oviedo, Badajoz o Mallorca.
Este renacimiento también supuso un notable incremento del número de socios que pasaron en las principales ciudades de poco más de un centenar en 1820 a multiplicarse por tres —la de Barcelona alcanzó los 342 socios—, pero sobre todo se produjo un aumento considerable del público que asistía a los debates —también creció la participación de las mujeres—, lo que obligó a las tertulias patrióticas a buscar espacios más grandes. Los encontraron en los conventos recientemente desamortizados, como la Sociedad Landaburiana que se reunió en el de Santo Tomás de Madrid, por lo que sus miembros también fueron llamados peyorativamente «tomasinos». «En seguida los socios se preocuparon de eliminar cualquier elemento ornamental que recordara la función para la que se habían concebido aquellos espacios. Decoraron las paredes copiando artículos de la Constitución o pusieron placas que honraban la memoria de mártires de la libertad (Lacy, Díaz Porlier o Álvarez Acevedo) y a los héroes liberales (Quiroga, Riego), y en un espacio central colgaron un cuadro del rey, Fernando VII, como ocurrió en la tertulia patriótica de Sevilla o en la sociedad patriótica de Ceuta».
A pesar de estar formado por liberales exaltados, el gobierno vio con cierta preocupación el crecimiento de las sociedades y de las tertulias patrióticas porque pudieran asumir funciones de las Cortes y cerró algunas con los más diversos pretextos. En el caso de Sociedad Landaburiana el jefe político de Madrid alegó que el convento de Santo Tomás donde se reunía amenazaba ruina. Sin embargo, la mayoría continuaron abiertas y participaron activamente en la defensa del régimen constitucional cuando se hizo patente la amenaza de invasión que finalmente se consumó a partir del 7 de abril de 1823. Un caso especial lo constituyeron las mujeres que asistían a la Tertulia Patriótica de Lacy de Barcelona que constituyeron una Sociedad de Milicianas «para auxiliar y socorrer dentro de Barcelona a los defensores de la patria en casos urgentes y en el de guerra». Fueron conocidas como las «Lanceras de la Libertad» porque, según establecía su reglamento, se les permitía llevar «un cuchillo de monte colocado en el lado izquierdo, pendiente de un cinturón, y una lanza ligera y proporcionada, y por distintivo o vestuario, un corpiño con faldones cortos que las mismas ciudadanas elijan».